# Чернореченское водохранилище (Севастополь)
Чернореченское водохранилище (укр. Чорноріченське водосховище) — водохранилище естественного стока в юго-западной части полуострова Крым, на территории города Севастополь. Образовано в 1956 году на реке Чёрной, в центре Байдарской долины. Площадь — 6,04 км². Объём — 64,2 млн м³. Высота над уровнем моря 251 м.

## Описание
Водохранилище находится в центре Байдарской долины вблизи села Озёрное, полностью на территории Балаклавского района города Севастополь. Водохранилище естественного стока, источник заполнения — река Чёрная. Имеет в длину 3,45 км, в ширину 3,55 км, площадь зеркала 6,04 км². Средняя глубина водохранилища 10,7 м, наибольшая — 31,7 м.
Объём водохранилища 64,2 млн м³, эксплуатационные запасы — 44,3 млн м³. Ниже 7 млн м³ начинается «красная зона», которая угрожает состоянию водоёма. В Севастополе вводились графики подачи воды по районам города, если к июню накопленный объём не превышал 30 млн м³.
Водосбросное сооружение представляет собой водосливную гравитационную плотину автоматического действия.
В 120 метрах от уреза воды, на южном берегу водохранилища, в селе Родниковое находятся Скельские менгиры — памятник археологии бронзового века.

## История
Изыскания на реке Чёрная в целях водоснабжения города Севастополя проводились в 1938—1940 годах. 26 апреля 1949 года Совет Министров СССР принял распоряжение о строительстве водохранилища в центре Байдарской долины. Строительство плотины высотой 28 м завершили в 1956 году что позволило собирать 33,2 млн м³ речных вод.
В 1977—1984 годах плотину нарастили до современной высоты 36 метров и сейчас Чернореченское водохранилище является крупнейшим по объёму среди водохранилищ полуострова Крым.
В 2012 году из-за жаркого лета и осени возникло истощение запасов глубоких вод и образовался дефицит водного запаса водохранилища. Период недостаточного количества осадков продолжался три года. В результате чего в декабре 2014 года объём водохранилища сократился до 7,16 млн м³. Но за счёт обильных осадков уже к 20 мая 2015 года объём увеличился до 49 млн м³.
В 2014—2015 года в районе водохранилища были пробурены скважины, вода из которых самотёком стала пополнять запасы со скоростью 10—15 тыс. м³ в сутки.
В феврале 2015 года в правительстве Севастополя обсуждался вопрос укрепления берегов Чернореченского водохранилища, чтобы уменьшить фильтрацию воды при его активном наполнении.
В октябре 2015 года и феврале 2016 года объём воды составлял 40 млн м³.
В октябре 2020 года объём воды в водохранилище сократился до 15,6 млн м³.

## Водоснабжение
Водохранилище обслуживается и используется в целях водоснабжения государственным унитарным предприятием города Севастополя «Водоканал». Среднесуточное потребление воды из водохранилища — 120 тыс. м³.
В марте 2021 года в эксплуатацию был введён Бельбекский водозабор, назначение которого: во время паводка на Бельбеке сократить забор воды из Чернореченского водохранилища. Мощность водозабора в номинальном режиме 40 тыс. м³ в сутки. Этот водозабор заменил первоначальные планы по непосредственной переброске воды из реки Коккозка в Чернореченское водохранилище, против которого возражали жители Бельбекской долины.